# Donald Trump Jr.
Donald John "Don" Trump, Jr., född 31 december 1977 på Manhattan i New York, är en amerikansk affärsman och fastighetsutvecklare. Sedan januari 2017 leder han Trump Organization tillsammans med sin yngre bror Eric. Han är äldsta barnet till Donald och Ivana Trump.

## Biografi
Donald Trump, Jr. är utbildad ekonom. Han påbörjade sina akademiska studier 1996 vid Wharton School, som tillhör Ivy League-universitetet University of Pennsylvania i Philadelphia. År 2000 avlade han kandidatexamen (B.Sc.) i nationalekonomi med inriktning finans (närmast motsvarande en svensk civilekonomexamen) vid Wharton School. Efter studierna flyttade han till Aspen i Colorado där han bland annat arbetade som bartender. Ett år senare flyttade han hem till New York och började arbeta som fastighetsutvecklare för Trump Organization.
Efter att fadern Donald Trump vann presidentvalet 2016 tog Donald Jr. och hans bror Eric över sin fars tidigare roll som ledare för det multinationella konglomeratet Trump Organization. Detta bekräftades vid en presskonferens i Trump Tower den 11 januari 2017.

## Privatliv

### Familj
Den 12 november 2005 gifte han sig med Vanessa Haydon. Bröllopet ägde rum på godset Mar-a-Lago i Palm Beach i Florida. Paret har fem barn. Två döttrar: Kai Madison (född 2007) och Chloe Sophia (född 2014). Tre söner: Donald John III (född 2009), Tristan Milos (född 2011) och Spencer Frederick (född 2012). Paret ansökte om skilsmässa den 15 mars 2018.